# Abarema mataybifolia
Espèce
Synonymes
- Pithecellobium mataybifolium Sandwith[2]

Abarema mataybifolia est une espèce de plantes à fleurs de la famille des Fabacées.
Selon Plants of the World Online, c'est un synonyme de Jupunba mataybifolia. Selon ce site, c'est un arbre trouvé dans le nord de l'Amérique du Sud. Il pousse en milieu tropical humide.

## Description
C'est un arbre.

## Répartition
L'espèce est trouvée du plateau des Guyanes (Guyana, Guyane, Suriname) jusqu'au nord du Brésil.